# Yusuf Saloojee
Yusuf Saloojee (* 1941) ist ein ehemaliger südafrikanischer Diplomat.

## Leben
Auf einer Bahnfahrt von Roodepoort nach Johannesburg wurde Yusuf Saloojee mit seinem Freund Ahmed Timol von einem Schaffner beim Verbrennen einer entwendeten Schulaufgabe erwischt und ins Abteil gesperrt. Sie konnten zwar den Sicherheitskräften entweichen wurden aber später nach Angaben von Mitreisenden ermittelt. Anfang der 1960er Jahre war Yusuf Saloojee Lehrer an der Roodepoort Indian High School sowie ein Nachbar und enger Freund von Ahmed Timol. Sie waren Teil einer Gruppe, welche verbotene Druckschriften und Literatur an der RIHS verteilte. Yusuf Saloojee war Sportwart und betreute mit Timol den Dynamos Football Club. 1966 ging Saloojee nach Sambia.
Von 1978 bis 1989 vertrat er den African National Congress in Toronto. Anschließend leitete er die Abteilung Internationale Angelegenheiten des ANC.
Im Department of Foreign Affairs leitete er die Abteilung Mittlerer Osten.
Von 1998 bis 2002 war er Botschafter in Abu Dhabi, von 2004 bis 2008 in Teheran und vom April 2009 bis Dezember 2012 in Maskat. Von Juli bis 21. Oktober 2012 war er von seinen Aufgaben als Botschafter in Maskat entbunden und es wurde untersucht, ob er sich bei der Vergabe einer Mobilfunklizenz an Mobile Telephone Networks durch die Regierung des Iran korrekt verhalten hat. Vorher konnte öffentlich seine Zahlungsmoral in Bezug auf seine Telefonrechnungen begutachtet werden.
| Vorgänger              | Amt                                                                 | Nachfolger               |
| ---------------------- | ------------------------------------------------------------------- | ------------------------ |
| Rafique Gangat         | südafrikanischer Botschafter in Abu Dhabi 1998 bis 2002             | Dikgang Frans Moopeloa   |
| Mzolisi Mabude Mbabane | südafrikanischer Botschafter in Teheran 2004 bis 2008               | Ebrahim Mohammad Sali    |
| Desmond Monde Nxiweni  | südafrikanischer Botschafter in Maskat April 2009 bis Dezember 2012 | Lungile Christian Pepani |